# Стенли Скјуз
Стенли Скјуз (енгл. Stanley Skewes; Гермистон, 1899 — Кејптаун, 1988) је био јужноафрички математичар познат по свом открићу Скјузових бројева из 1933, важном доприносу за теорију бројева. Био је један од студената Џона Ензора Литлвуда на Кембриџу.